# Ectropis obliquilinea
Ectropis obliquilinea là một loài bướm đêm trong họ Geometridae.